# Heinrich Singer

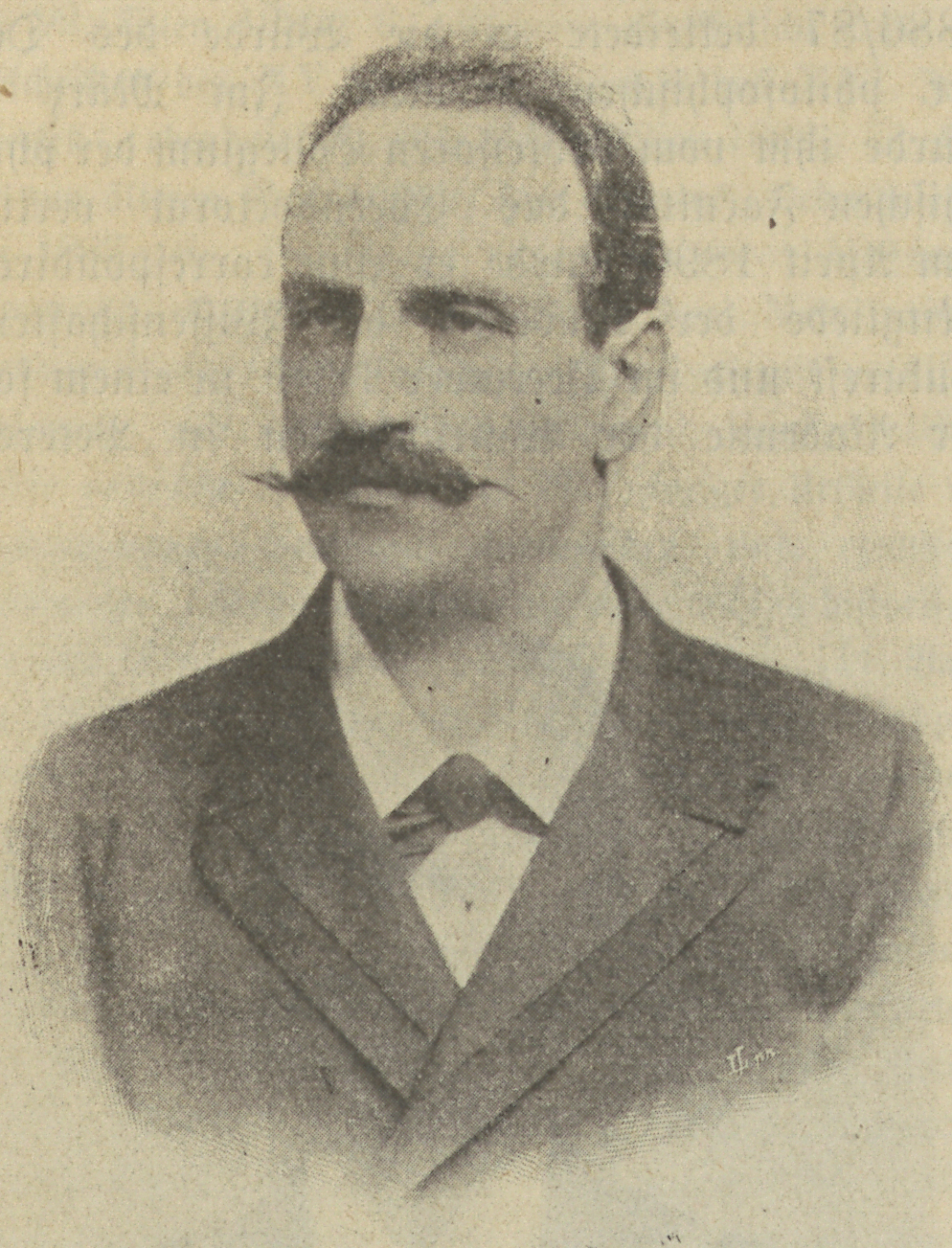
Heinrich J. Singer (1900)

Heinrich Joseph Singer (* 27. Juni 1855 in Brünn; † 19. August 1934 in Prag) war ein österreichischer Rechtswissenschaftler. Er widmete sich dem Kirchenrecht und der Rechtsgeschichte, ab 1890 forschte er vor allem zur Geschichte des kanonischen Rechts.

## Leben
Singer studierte ab 1872 an der Universität Wien. Als Schüler von Ivo Pfaff und Friedrich Maassen wurde er 1877 zum Dr. iur. promoviert. 1879 habilitierte er sich für Kanonisches und materielles österreichisches Zivilrecht. 1881 ging er als außerordentlicher Professor an die Franz-Josephs-Universität Czernowitz, die ihn 1885 zum ordentlichen Professor ernannte. 1886/87 war er Dekan der juristischen Fakultät, 1887/88 Rektor der Universität. Seine Rektoratsrede am 4. Oktober 1887 befasste sich mit Gustav von Hugo. Als Ordinarius für Kirchenrecht folgte er 1891 Anton Nissl an der Universität Innsbruck. Fünf Jahre später wechselte er in gleicher Funktion an die Deutsche Universität Prag. 1917 stellte er sich in einer 70-seitigen Schrift gegen die im Ersten Weltkrieg diskutierte Verlegung der Czernowitzer Universität nach Salzburg. Sie habe durchaus eine politische Funktion, nämlich den „Reichsgedanken und die Staatssprache zu verteidigen und zu fördern“. Denn:

„Aus reiner Liebe und Begeisterung für die Wissenschaft, um deren Lehre und Pflege eine Heimstätte zu bereiten, haben wohl Fürsten und Staaten überhaupt noch niemals eine Universität gegründet.“

## Werke
- Die Behebung der für Ordenspersonen bestehenden Beschränkungen im commercium mortis causa, 1880
- Historische Studien über die Erbfolge nach katholischen Weltgeistlichen in Österreich-Ungarn, 1883
- Summa decretorum des Magister Rufinus, 1902
- Neue Beiträge über die Dekretalensammlungen vor und nach Bernhard von Pavia, 1913
- Einige Worte über die Vergangenheit und Zukunft der Czernowitzer Universität, 1917